# Aarne Biin
Aarne Biin (* 4. August 1942 in Vanamõisa (Haljala); † 26. Juli 2022) war ein estnischer Schriftsteller.

## Leben
Biin ging in Põima und Võipere (Kreis Lääne-Viru) zur Schule und absolvierte 1962 die Tallinner Schule für Leichtindustrie als Elektriker. Danach arbeitete er u. a. als Berufsschullehrer und Elektriker.
Er ist seit 1997 Mitglied des Estnischen Schriftstellerverbands und wohnt in Rakvere.

## Werk
Biin veröffentlichte ab 1966 Kurzgeschichten und legte 1979 seinen ersten Roman vor. Dieser Bildungsroman einer Nachkriegskindheit wurde von Mati Unt zwar zurückhaltend und als stellenweise zu „phallozentrisch“ kritisiert, letztlich aber als durchaus lesenswert begrüßt. Dennoch folgte eine längere Pause, und erst in den 1990er-Jahren erschienen die nächsten Bücher des Autors.
Wenngleich die Kritik stellenweise harsch war und dem Autor mangelndes Stil- und Sprachgefühl vorwarf oder sogar von „monotonem und abgegriffenem Inhalt“ sprach, schrieb Biin unbeirrt weiter und steigerte sein Tempo. Im 21. Jahrhundert erschien im Durchschnitt jährlich ein neuer Roman von ihm, wobei der Autor „mit vielen Waffen und aus vielen Positionen feuern [kann]. In den letzten zehn Jahren hat er Krimis, Liebesromane und Science-Fiction geschrieben. (…) [Seine Bücher sind] allesamt flüssig zu lesen und dynamisch. Viele sind allerdings an der Grenze, wo die bewusste Unterhaltungsliteratur aufhören und etwas anderes anfangen könnte.“ So gesehen kann seine Position in der estnischen Gegenwartsliteratur mit der von Raimond Kaugver in den 1980er-Jahren verglichen werden.

## Bibliographie
- Tema Kuninglik Kõrgus ('Seine königliche Hoheit'). Tallinn: Eesti Raamat 1979. 168 S.
- Tundmatu kunstniku maal ('Gemälde eines unbekannten Künstlers'). Tallinn: Umara 1993. 94 S.
- Voorus ja patt ('Tugend und Sünde'). Tallinn: Eesti Raamat 1997. 159 S.
- Kõik, mida pole ('Alles, was es nicht gibt'). Tallinn: Eesti Raamat 1997. 191 S.
- Vastlavestern & Casanova ja kurtisan ('Faschingswestern & Casanova und die Kurtisane'). Tallinn: Kupar 1998. 154 S.
- Mil. Mees, keda hüüti tummaks ('Mil. Ein Mann der der Stumme genannt wurde'). Tallinn: Virgela 1999. 287 S.
- Sarmikas mõtleja ('Der charmante Denker'). Tallinn: Virgela 2001. 382 S.
- Peegelleitnandid ('Die Spiegelleutnants'). Tallinn: Kuldsulg 2001. 204 S.
- Kuningvesi ('Königswasser'). Tallinn: Kuldsulg 2001. 302 S.
- Linnukaupleja ('Der Vogelhändler'). Tallinn: Kuldsulg 2003. 286 S.
- Venemaalt armastuseta ('Aus Russland ohne Liebe'). Tallinn: Kuldsulg 2003. 103 S.
- Presidendirulett ('Präsidentenroulette'). Tallinn: Kuldsulg 2003. 144 S.
- Kõikide saladuste võti ('Der Schlüssel zu allen Geheimnissen'). Tallinn: Kuldsulg 2004. 156 S.
- Kaunis Victoria ('Die schöne Victoria'). Tallinn: Kuldsulg 2005. 166 S.
- Miljonivaade ('Der Millionenausblick'). Tallinn: Kuldsulg 2006. 188 S.
- Linna valitsemine ('Eine Stadt regieren'). Tallinn: Kuldsulg 2007. 150 S.
- Mees otsib naist ('Ein Mann sucht eine Frau'). Tallinn: Kuldsulg 2008. 187 S.
- Ruts ('Ruts'). Tallinn: Kuldsulg 2009. 159 S.
- Kuum suvi Setumaal ('Heißer Sommer in Setumaa'). Tallinn: Eesti Raamat 2012. 175 S.
- Sild üle Koiva ('Brücke über die Koiva'). Tallinn: Eesti Raamat 2013. 159 S.
- Meie sõbrad. ('Unsere Freunde'). Tallinn: Eesti Raamat 2015. 155 S.
- Lossi peremehed ('Die Hausherrn des Schlosses'). Tallinn: Eesti Raamat 2016. 174 S.
- Mõnikord juhtub mõndagi ('Manchmal passiert so manches'). Tallinn: Eesti Keele Sihtasutus 2017. 213 S.